# Fly or Die II: Bird Dogs of Paradise
Fly or Die II: Bird Dogs of Paradise (Eigenschreibweise FLY or DIE II: bird dogs of paradise) ist ein Jazzalbum von Jaimie Branch. 2019 größtenteils live in den Londoner Veranstaltungsorten Total Refreshment Centre und Cafe Oto mitgeschnitten, erschienen die Aufnahmen im Oktober 2019 auf dem Chicagoer Label International Anthem Recording Company.

## Hintergrund
Das Material für das Album schrieb Branch während einer Tournee in Italien. Hinsichtlich der Besetzung bei Fly or Die II wirkten wie bei dem Debütalbum Fly or Die (2017) Jason Ajemian (Bass) und Chad Taylor (Schlagzeug) mit; die Cellistin Tomeka Reid wurde durch den Cellisten Lester St. Louis ersetzt.
Fly or Die II werde ausdrücklich vom politischen Klima in den Vereinigten Staaten beeinflusst, merkte Marcus J. Moore an. So erzählt Branch der zweiten Hälfte des „Prayer for Amerikkka“ Branch die Geschichte eines jugendlichen zentralamerikanischen Mädchens, das in den USA Asyl sucht, nachdem sich der Beat zu einem Verschnitt von lateinamerikanischem Jazz beschleunigt hat. Die Liner Notes beschreiben ihre Reise detailliert: Sie wurde an der Grenze von ihrer Familie getrennt und nach El Salvador deportiert, wo sie geschlagen und sexuell angegriffen wurde. Drei Jahre später sucht sie erneut Asyl in den USA, um dann in einem Käfig in Texas festgehalten zu werden. „Sie war erst 19, sie gingen im Morgengrauen rüber“, singt Branch. „Jetzt sind ihre Mutter und ihre Brüder in Chicago in Sicherheit, und sie ist ganz allein“.

## Titelliste
- Jaimie Branch: Fly or Die II: Bird Dogs of Paradise (International Anthem Recording Company IARC0027)[2]
  1. Birds of Paradise (Jaimie Branch, Lester St. Louis, Jason Ajemian & Chad Taylor) 3:27
  2. Prayer for Amerikkka Pt. 1 & 2 – 11:26
  3. Lesterlude (Lester St. Louis) – 4:00
  4. Twenty-three n Me, Jupiter Redux – 3:43
  5. Whales  (Jaimie Branch, Lester St. Louis, Jason Ajemian & Chad Taylor) – 1:04
  6. Simple Silver Surfer – 5:39
  7. Bird Dogs of Paradise (Jaimie Branch, Lester St. Louis, Jason Ajemian & Chad Taylor) – 1:04
  8. Nuevo roquero estéreo – 8:13
  9. Love Song – 6:07
- Kompositionen, soweit nicht anders angegeben, von Jaimie Branch

## Rezeption
S. Victor Aaron (Something Else!) schrieb, bei diesem Album ging Branch über die üblichen Instrumente Trompete und Synthesizer hinaus und fügte der Mischung ihre Singstimme hinzu. Für Branch sei es lediglich eine andere Methode, um ihre Emotionen in ihrer Musik auf die exponierteste und direkteste Weise zu vermitteln. Aber sie sei eigentlich eine ziemlich gute Sängerin. „Prayer for Amerikka Pt 1 & 2“ verkörpere die Musiktradition Chicagos, aber in seiner Blues-Tradition genauso wie in seiner AACM-Tradition. Doch Jaimie Branch müsse nicht singen, um lebendige und kraftvolle musikalische Botschaften zu vermitteln; „Twenty-Three n Me, Jupiter Redux“ sei ein ungewöhnliches, raumgreifendes Ostinato mit mexikanischem Flair und übervollen Trompeten-Overdubs. Die einzigartige Zusammenarbeit zwischen Bassist Ajemian und Cellist St. Louis sei eine Zutat, so Aaron, die diese Platte zu etwas Besonderem mache, aber ihre Verbindung sei auf dem mit Calypso beschichteten „Simple Silver Surfer“ vollständig sichtbar. „Jaimie Branch ist divergierend, furchtlos, unberechenbar und verletzlich“, resümiert der Autor, und habe das große Versprechen von Fly or Die eingelöst, indem sie erneut in die Höhe geschossen sei.

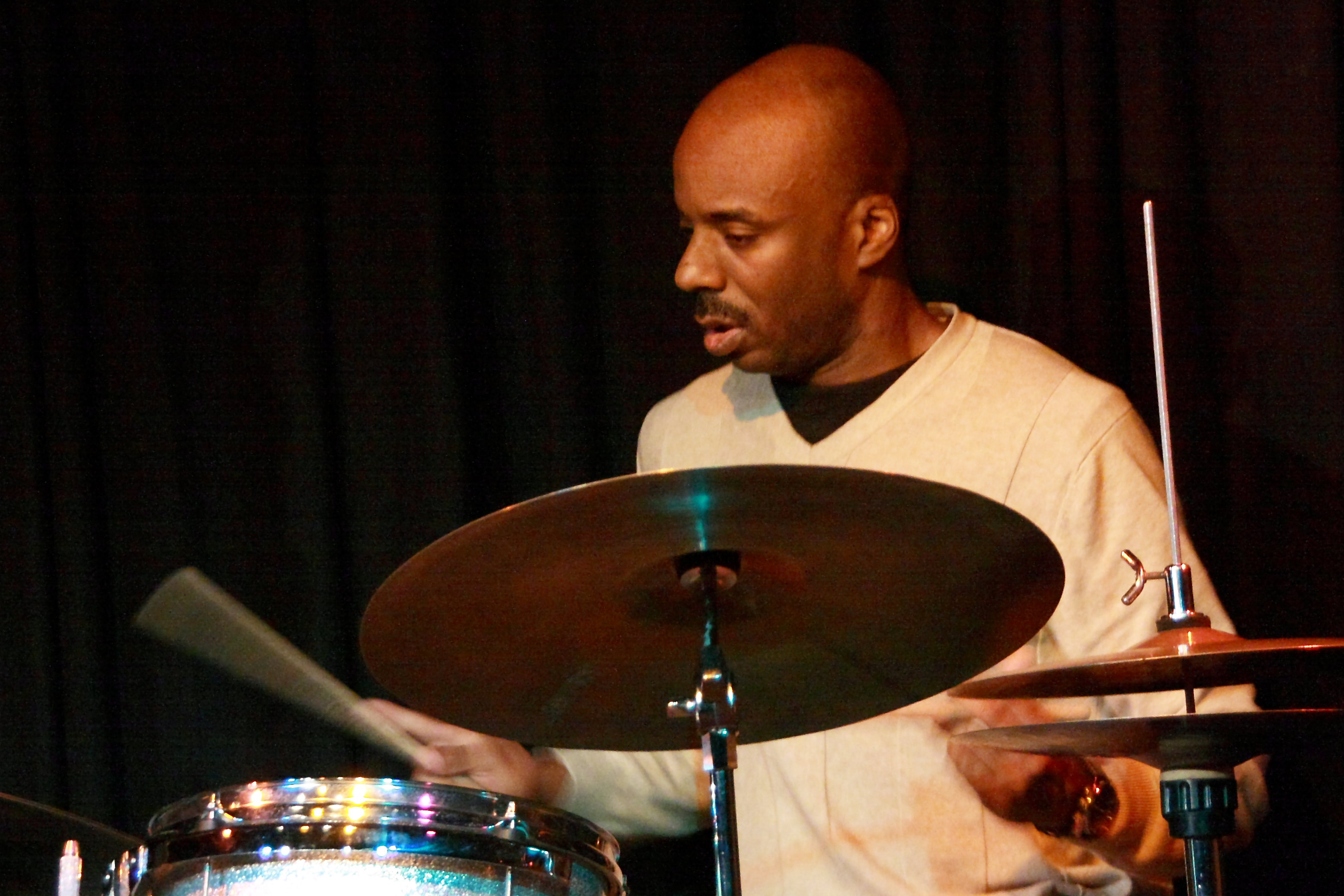
Chad Taylor mit Digital Primitives im club W71, 2012

Laut Lars Fleischmann (Die Tageszeitung) habe es Branch in ihrem bisherigen Leben schwergehabt, was man auch hören könne, wenn man das wolle. „Schmerz, Empörung, Groll, Wildheit, all das übersetzt die Trompeterin wie kaum jemand anderes im zeitgenössischen Jazz derzeit in eine hörbare (Mit-)Erfahrung. So gut sie ihr Instrument im Griff hat, so durchdringend schmetternde Laute der Qual entlockt sie dem Blechhorn immer wieder. Ein glasklares, brutales Spiel“. Es sei dieser eigenwillige, eigenartige Modus, den Branch sowohl auf dem Debüt Fly or Die als auch hier auf erstaunliche Art zu konservieren und konzentrieren weiß. Daher sei Fly or Die II ein Wunderwerk, ein mitreißendes, umwerfendes Stück Jazzgeschichte im Entstehen. Umso weniger verstehe man das schon labil-triviale Abschlussstück „Love Song (for assholes and clowns)“. Es sei ein Wermutstropfen, dass Jaimie Branch ihr eigenes Werk dermaßen unterminiere, aber schließlich sei noch Luft nach oben.
Ammar Kalia schrieb in The Guardian, auf seinem Höhepunkt habe das Trompetenspiel von Jaimie Branch die Anmutung eines prälingualen Schreiens, eines Schreiens in die Ferne, der keine Reaktion hervorrufe. Es sei ein dunkler, tief empfundener Ton, der perfekt zu ihrem zweiten Album passe. Geprägt sei es von der Trump-Präsidentschaft inmitten anhaltender Polizeigewalt gegen Minderheiten, und es sei „abwechselnd wütend und leidenschaftlich, niedergeschlagen und chaotisch - Branchs brennende Trompetenstöße sind die vereinheitlichende Kraft der Erzählung.“ Wo ihre erste Fly or Die-Platte aus dem Jahr 2017 eine optimistische Mischung aus New-Orleans-Shuffle und spritzigen Rhythmen in freien Formen war, lägen hier die Dinge anders; Branch stoße als Trompeter – und jetzt auch als Sängerin – als Reaktion auf Trumps Amerika einen wütenden, chaotischen Schrei aus. Ihr Gesang sei unerwartet, aber eine willkommene Überraschung, die für das flüssige improvisatorische Zusammenspiel von Branch charakteristisch sei. „Es ist keine optimistische Bilanz, aber auch nicht apathisch - es ist eine gemeinschaftliche Aktion. eine Anstrengung, das auszudrücken, dem Worte nicht immer gerecht werden können.“ Der Stilmix spiegle auch die gemeinsame Schreibhaltung ihrer vierköpfigen Band wider, die oft im Studio spontan komponiere.
Nach Ansicht von Marcus J. Moore (Pitchfork Media) sei Fly or Die II zwar dunkler, dichter und experimenteller als sein Vorgänger, aber nicht weniger nachklingend als das Vorgängeralbum. Nadch dem anklagenden „Prayer for Anmerikka“, für Moore das zentrale Stück des Albums, werde die Musik auf Fly or Die II optimistischer, und bei „Nuevo roquero estéreo“ wechsle das Album zu einem festlichen Stil des Chicago-Jazz, bei dem der Beat in einen zweistufigen Rhythmus übergehe, während Branchs Horn über ihm schwebe. Das achtminütige „Nuevo roquero estéreo“ sei der pop-fokussierteste Track des Albums, „ein Lichtblick, der durch die Bewölkung blickt. Dies ist nicht das Album, das man spielt, wenn die Dinge gut laufen. Fly or Die II lehnt sich an die Verzweiflung des Lebens in einem Land an, das Arschlöcher, Clowns und Rassisten mit großen Augen in Machtpositionen erhebt.“
Wif Stenger schrieb im Jazz Journal, wie Ambrose Akinmusires Origami Harvest (2018) sei dies ein äußerst politisches Album, das von Trompete und Gesang angetrieben wird – obwohl dies einen viel raueren Sound und eine vom Indie-Rock abgeleitete Einstellung habe. Auch Branch stoße an die Grenzen dessen, was eine Trompete könne.